# Marienkirche Hadersleben

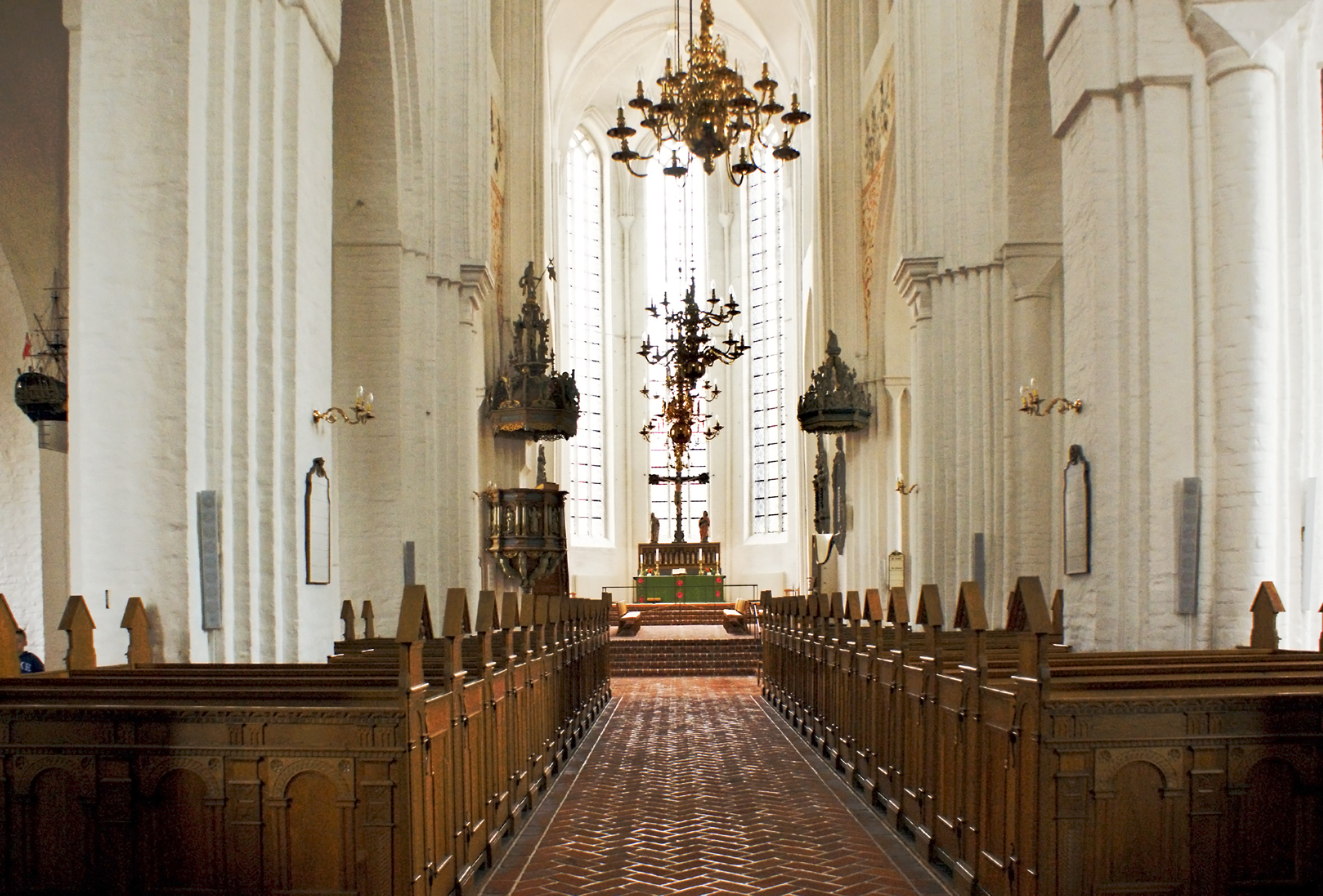
Die drei Chorfenster messen fast 16 m. In den 1940er Jahren wurden die farbigen Glasfenster aus preußischer Zeit durch antike französische ersetzt, um mehr Licht hereinzulassen.

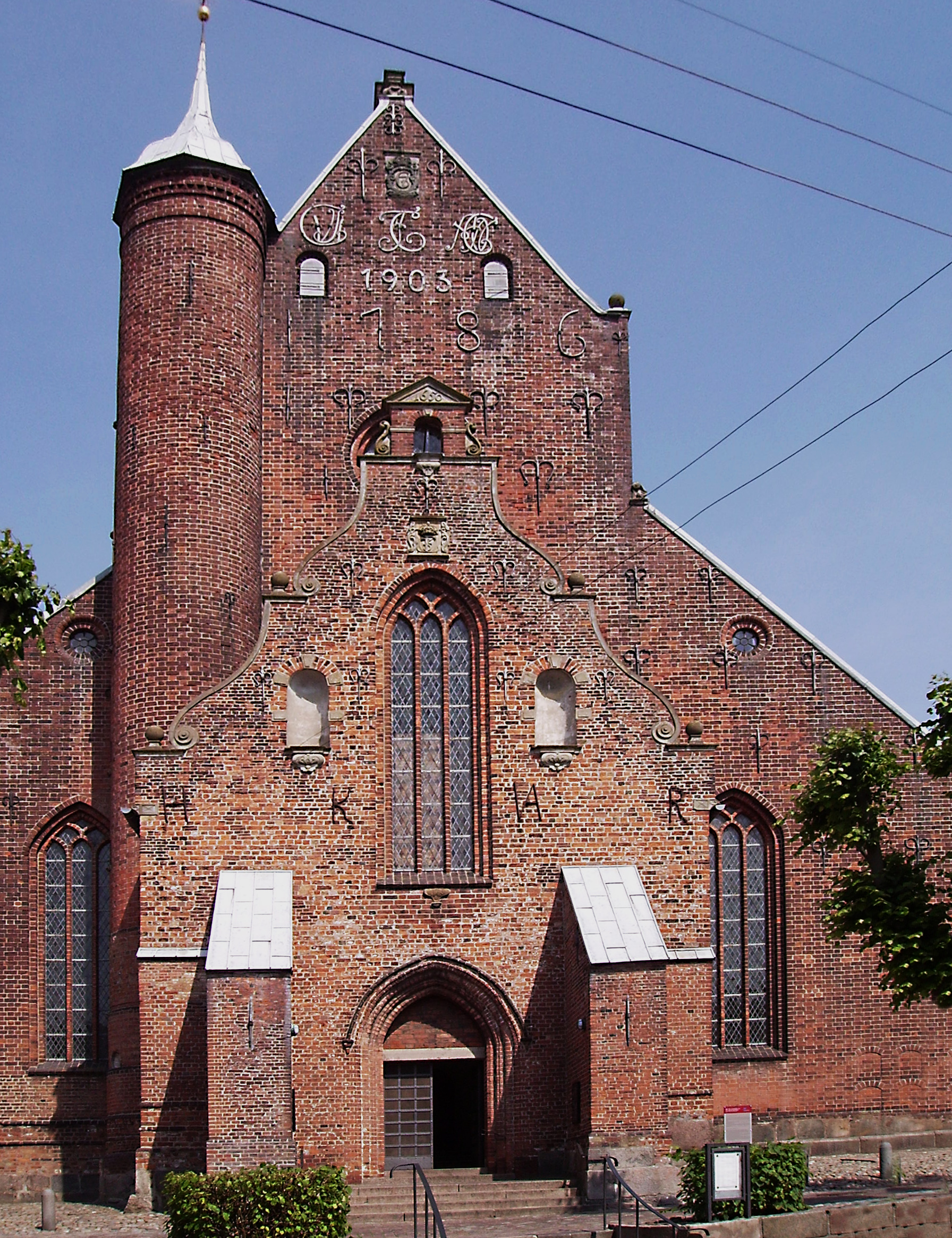
Westgiebel

Die Marienkirche in Hadersleben (dänisch: Vor Frue Kirke, dt. Frauenkirche), auch Dom zu Hadersleben (dän. Haderslev Domkirke), gilt als schönste gotische Kirche Dänemarks. Der 22 m hohe Chor wird durch vier Strebebögen gestützt, dem einzigen erhaltenen gotischen Strebewerk des Landes. 1922 wurde die Kirche Bischofskirche des neu geschaffenen Bistums Hadersleben. 

## Baugeschichte
Die gotische Kirche wurde im 13. Jahrhundert errichtet und löste einen kleineren Bau aus Granit ab, als der Handelsplatz Hadersleben sich zu einer der bedeutendsten Städte der Region entwickelte. Der Bau aus rotem Backstein besteht aus einem dreifachen Längsschiff, Hochchor, Querschiff, Eingangshalle (barock), Sakristei und einigen Kapellen. Mit ihrem überhöhten Mittelschiff erscheint die Kirche als Mischform zwischen Hallenkirche und Basilika. Im 15. Jahrhundert wurde der romanische Chor ebenfalls dreischiffig auf Höhe des Hauptschiffs ausgebaut. Die gotischen Chorfenster sind 15,9 Meter hoch. Eine Restaurierung wurde nach dem Brand der Stadt 1627 im Zuge des Dreißigjährigen Krieges notwendig. Der bereits einige Jahre zuvor eingestürzte Westturm wurde nicht wieder errichtet, dafür erhielt die Kirche eine barocke Eingangshalle. Bei einer Restaurierung Mitte des 19. Jahrhunderts erhielt die Kirche einen einheitlichen Ziegelfußboden. Dabei wurden zahlreiche geschichtlich interessante Grabplatten vernichtet. Bei der Restaurierung ab 1941 erhielt die Kirche ihre helle Ausmalung, einige Fresken (unter anderem Wappen schleswigscher und holsteinischer Adelsfamilien) wurden freigelegt und rekonstruiert. Im südlichen Seitenschiff ist der heilige Petrus dargestellt, im nördlichen die heilige Barbara.

## Ausstattung

Abendmahl Jesu, um 1641

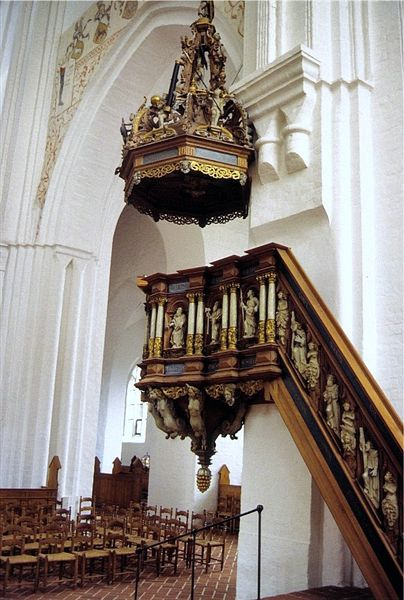
Kanzel von 1636

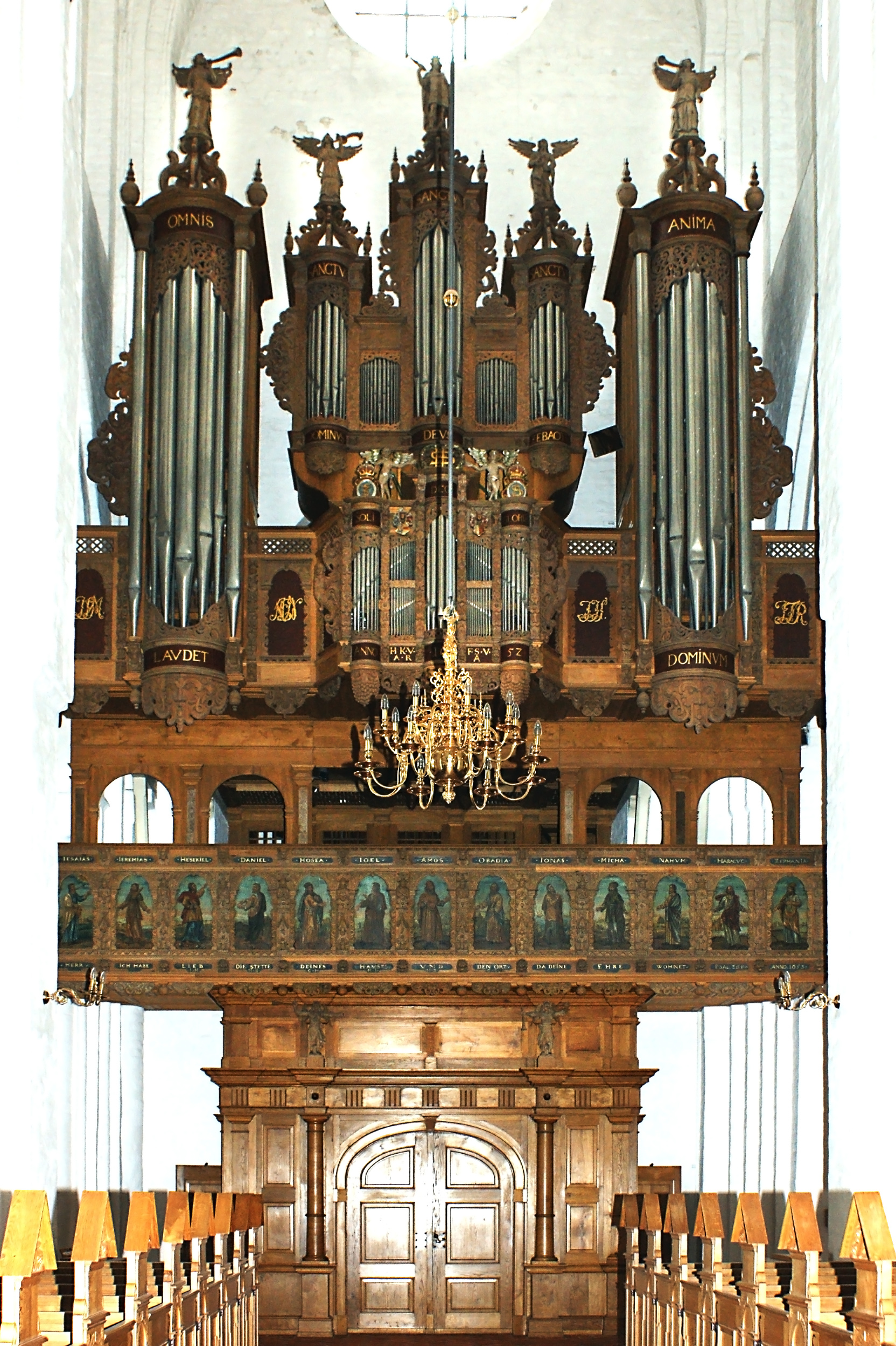
Die Hauptorgel wurde 1948 von Marcussen & Søn erneuert.

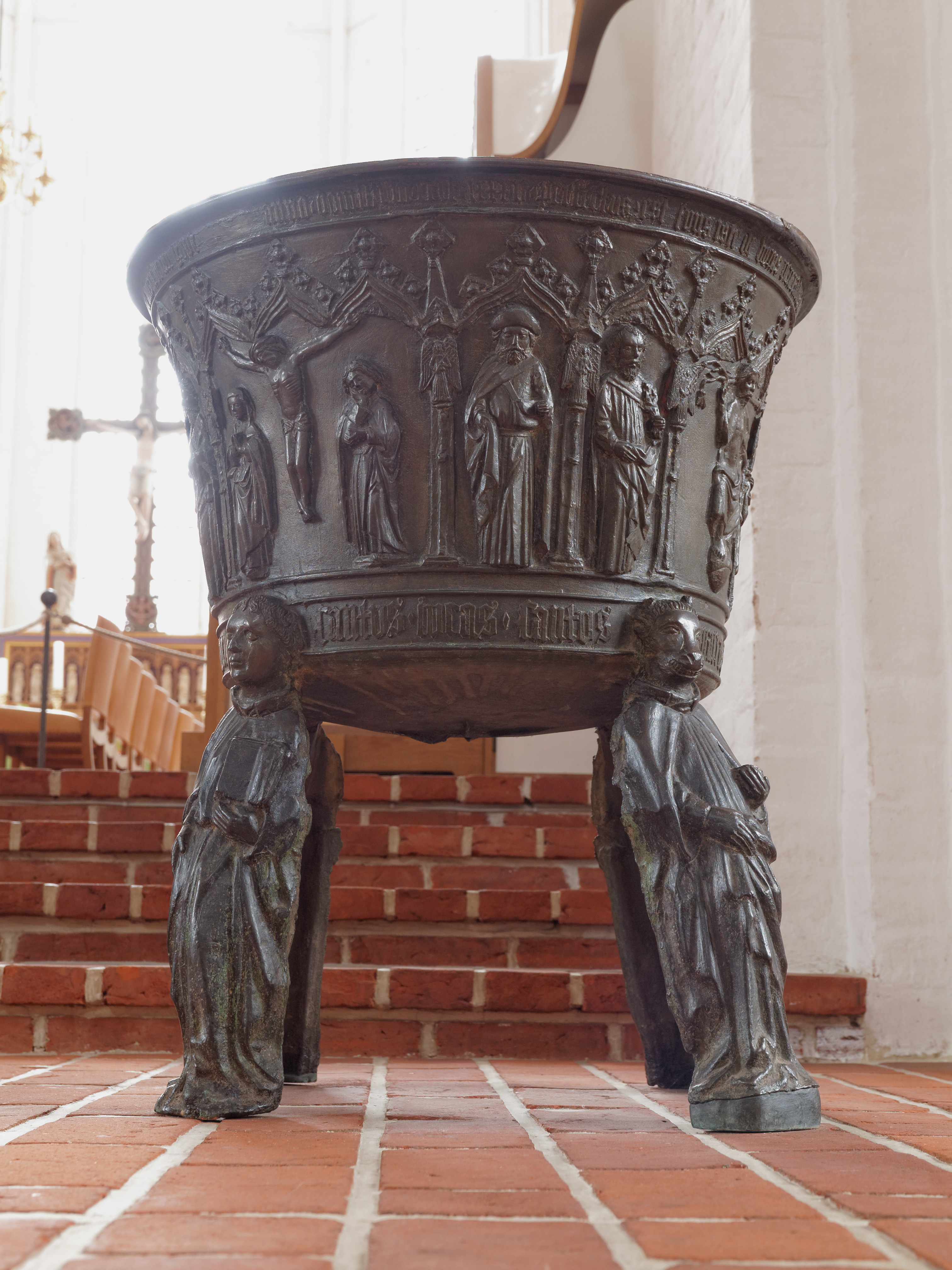
Taufbecken von 1485

Auffällig ist, dass der Altar keinen Aufsatz besitzt. Der Altartisch wurde 1845 aus einer Kalksteinfliese der Vorhalle geformt. Über dem Altar hängt ein Triumphkreuz aus der Zeit um 1300, das aus der Kirche von Egebjerg bei Holbæk stammt. Die gotischen Nebenfiguren (heilige Jungfrau und Johannes) stammen aus der Kirche von Seem bei Ripen. Das Bild aus der Haupttafel des ursprünglichen Altars von 1641 blieb jedoch erhalten und hängt heute im südlichen Seitenschiff. Es zeigt das Abendmahl Jesu in Anlehnung an Peter Candid, dessen Bildkomposition durch die Kupferstiche von Egidius Sadeler weite Verbreitung erfahren hatten. 
Das Taufbecken wurde 1485 von Peter Hansen in Flensburg aus Bronze gegossen. Es wird von den vier Evangelisten getragen und zeigt biblische Szenen. Ähnliche Werke finden sich in den beiden Flensburger Hauptkirchen St. Marien und St. Nikolai sowie in der Eckernförder Nikolaikirche. Möglicherweise war der romanische Taufstein in der Hospitalkirche der Vorgänger an diesem Standort. Der Taufdeckel aus Eichenholz wurde 1639 vom Bürger Hans Bertram und seiner Frau gestiftet, die Kanzel 1636 von Amtmann Georg von Ahlefeldt und Margarethe Blumen geschenkt.
Eindrucksvoll sind auch die 18 Kronleuchter aus Messing, deren ältester teilweise auf das Jahr 1605 datiert werden kann. Im nördlichen Seitenschiff hängt ein Votivschiff, das die Fregatte Fyn darstellt.
Aus dem 17. und 18. Jahrhundert stammen die insgesamt 13 wertvollen Epitaphien. Besonders interessant ist das Zerrbild im Südschiff, welches sowohl die Kreuzigung als auch die Auferstehung zeigt und einem Werk in der Flensburger Nikolaikirche ähnelt. Sämtliche Glasfenster schuf um 1900 der Glasmaler Alexander Linnemann aus Frankfurt. 

### Orgeln
Wertvoll ist die Orgel auf der Westempore. Ihr Prospekt stammt von 1652 und wurde von Peter Carstensen geschaffen. Das Orgelwerk wurde 1948 von dem Orgelbauer Marcussen & Søn gebaut. In dem Instrument wurde Pfeifenmaterial aus Vorgängerinstrumenten wiederverwendet. Das Instrument hat 71 klingende Register und zwei Extensionen auf vier Manualwerken und Pedal.
| I Rückpositiv C–a3 |       |
| Rørfløjte          | 8′    |
| Quintatøn          | 8′    |
| Principal          | 4′    |
| Dækfløjte          | 4′    |
| Gemshorn           | 2′    |
| Quint              | 1 ⁄3′ |
| Sesquialtera II    |       |
| Scharf IV          |       |
| Dulcian            | 16′   |
| Krumhorn           | 8′    |
| Tremulant          |       |

| II Hauptwerk C–a3 |       |
| Gedaktpommer      | 16′   |
| Principal         | 8′    |
| Spidsfløjte       | 8′    |
| Gedakt            | 8′    |
| Oktav             | 4′    |
| Rørfløjte         | 4′    |
| Quint             | 2 ⁄3′ |
| Oktav             | 2′    |
| Mixtur VI-VIII    |       |
| Scharf IV         |       |
| Trompet           | 8′    |

| III Brustwerk C–a3 |        |
| Trægedakt          | 8′     |
| Spidsgedakt        | 4′     |
| Principal          | 2′     |
| Blokfløjte         | 2′     |
| Terz               | 1 3⁄5′ |
| Nasat              | 1 ⁄3′  |
| Oktav              | 1′     |
| Cymbel II          |        |
| Vox Humana         | 8′     |
| Regal              | 4′     |
| Tremulant          |        |

| IV Schwellwerk C–a3 |       |
| Sektion a           |       |
| Bordun              | 16′   |
| Principal           | 8′    |
| Salicet             | 8′    |
| Oktav               | 4′    |
| Oktav               | 2′    |
| Cornet III-V        |       |
| Mixtur V-VI         |       |
| Bombarde            | 16′   |
| Trompet             | 8′    |
| Clairon             | 4     |
|                     |       |
| Sektion b           |       |
| Fløjte              | 8′    |
| Gamba               | 8′    |
| Celeste             | 8′    |
| Gedaktfløjte        | 4′    |
| Fugara              | 4′    |
| Nasat               | 2 ⁄3′ |
| Flautino            | 2′    |
| Cymbel III          |       |
| Obo                 | 8'    |
| Tremulant           |       |

| Pedalwerk C–f1  |         |
| Sektion a       |         |
| Untersatz       | 32′     |
| Principal       | 16′     |
| Subbas          | 16′     |
| Quint           | 10 2⁄3′ |
| Oktav           | 8′      |
| Gedakt          | 8′      |
| Oktav           | 4′      |
| Nathorn         | 2′      |
| Rorfløjte       | 1′      |
| Rauschquint III |         |
| Mixtur VI       |         |
| Basun           | 16′     |
| Trompet         | 8′      |
| Skalmeje        | 4′      |
| Kornet          | 2′      |
|                 |         |
| Sektion b       |         |
| Gedaktbas       | 16′     |
| Bordun          | 8′      |
| Quint           | 5 1⁄3′  |
| Quintaton       | 4′      |
| Oktav           | 2′      |
| Baszink III     |         |
| Contrafagot     | 32′     |
| Fagot           | 16′     |

Eine zweite Orgel befindet sich im Seitenschiff. Bei ihr handelt es sich um die erste Kirchenorgel aus der Hand von Jürgen Marcussen, der sie 1819/20 für die Kirche Sieseby baute. 1969 ersetzte Marcussen & Søn das renovierungsbedürftige Werk durch ein neues Instrument und nahm dafür das alte Werk in Zahlung, das nach der Renovierung 1986 in der Hadersleben neu aufgebaut wurde.

## Geschichte
Die Haderslebener Marienkirche ist nach dem Schleswiger Dom die größte Kirche im ehemaligen Bistum Schleswig. Zum einen war sie bis 1900 die einzige Pfarrkirche der im Mittelalter relativ wohlhabenden Handelsstadt, zum anderen richtete sich hier ein Kollegiatkapitel ein, das in der nördlichsten Propstei des Bistums unabhängig vom Schleswiger Domkapitel agieren konnte. Mit der Reformation wurde das Kapitel aufgehoben und die Zeit als halber Dom endete. Die Kirche blieb jedoch Besitzerin zahlreicher Höfe und Ländereien im Umland aus dem ehemaligen Kapitelsstift, schien ihre eigenständige Jurisdiktion im Vergleich zu den Flensburger Hauptkirchen jedoch früh aufgegeben zu haben. Ihr Hauptprediger hatte den Status eines Propstes, traditionell Amtsbezeichnung eines Kapitelsvorsitzenden. 
Während das Umland dänischsprachig war, wurde in der Stadtkirche meist deutsch gepredigt. Ab 1850 war die Kirche offiziell zweisprachig, ab 1864 gewann wiederum das Deutsche die Oberhand. 1854 wurde die lutherische Kirche im Herzogtum Schleswig nach dänischem Vorbild als Stift Slesvig zu einem lutherischen Bistum umgewandelt. Nach der preußischen Annexion Schleswigs und Holsteins 1866 wurden die Stifte Slesvig und Holstein 1867 zur Evangelisch-Lutherischen Landeskirche Schleswig-Holstein zusammengeschlossen, zu der die Marienkirche in der Folge gehörte. Als Nordschleswig infolge der Volksabstimmung in Schleswig 1920 Teil des Königreichs Dänemark wurde, bekam die nun staatsrechtlich von der Landeskirche getrennte Kirche den Status einer Domkirche des 1922 neu gebildeten Bistums Hadersleben, dessen Sprengel auf Kosten von Århus und Ripen auch nach Norden über die alte Grenze des Herzogtums Schleswig hinaus erweitert wurde. Neben den dänischen finden weiterhin regelmäßig deutschsprachige Gottesdienste statt, wobei die deutsche Gemeinde abwechselnd die Marienkirche, Severinskirche und Hospitalkirche benutzt.

### Geistliche
- Peter Friedrich Petersen (1856–1930), Hauptpastor 1906 bis 1912, dann Generalsuperintendent von Holstein (1912–1917) und Schleswig (1917–1924)